# エドワード・ベイリャル (スコットランド王)
エドワード・ベイリャル（Edward Balliol, 1282年頃 - 1364年）は、スコットランド独立戦争時代のスコットランド王（在位：1332年 - 1356年）、または王位僭称者。

## 生涯

### 亡命者
スコットランド王となったジョン・ベイリャルの長子であるが、1296年にジョンが廃位された後、1299年まで共にロンドン塔に幽閉された。釈放された後、父ジョンはフランス・ピカルディの所領に隠遁したが、エドワードは外祖父である前スコットランド総督・サリー伯ジョン・ド・ワーレンの許で過ごした。
1306年にロバート・ブルースがロバート1世として即位すると、スコットランドにおけるベイリャル家の王位は否定され、所領も没収された。1314年にエドワード2世率いるイングランド軍がスコットランドに侵攻したが、バノックバーンの戦いで大敗し、ロバート1世の王位は確定した。

### 即位
しかし、1329年にロバート1世が亡くなり、わずか5歳のデイヴィッド2世が王位を継ぐと、所領を失っていたベイリャル派のスコットランド貴族たちはイングランド王エドワード3世の支援を受け、1332年8月にエドワード・ベイリャルを担いでスコットランドに侵攻した。ベイリャル派はブルース派の国王軍をダプリン・ムーアの戦いで破り、エドワード・ベイリャルはスクーンでスコットランド王として戴冠した。
しかし、エドワード・ベイリャルは支援への見返りとして南部諸州をイングランドに割譲したため、スコットランド人の多くはイングランド王の傀儡と見なして支持しなかった。エドワード・ベイリャルはわずかに本領のガロウェイ地域を実効支配するのみで、極めて不安定な立場に置かれた。同年12月、アナン滞在中にアーチボルト・ダグラスの反乱軍に急襲されると、ベイリャル軍は四散した。寝入っていたエドワード・ベイリャルは裸でイングランドに逃走したと言われる。

### 空虚な王位
エドワード3世は翌1333年にスコットランドへ侵攻し、ハリダン・ヒルの戦いでスコットランド軍を破って、再びエドワード・ベイリャルを王位に戻したが、実効支配はスコットランド南部と各地の王支配下の城に限られていた。1334年にマリ伯ジョン・ランドルフがフランスの支援を受けてスコットランドに戻って来ると、ブルース派は勢いづき、エドワード・ベイリャルは耐えられず再びイングランドに逃亡した。1335年からエドワード3世は毎年スコットランドに侵攻したが、ブルース派は戦いを避け、エドワード3世が引き返してから再び反抗を始める状態が続いた。このため、エドワード・ベイリャルの王権は全く確立できなかった。
1337年から百年戦争が始まると、エドワード3世の関心はフランスに集中し、エドワード・ベイリャルはスコットランドで孤立した。1341年にデイヴィッド2世がフランスの支援を受けて帰国したが、1346年10月にネヴィルズ・クロスの戦いでイングランド軍に大敗し、囚われの身となった。エドワード・ベイリャルがネヴィルズ・クロスの戦いに参加したのかは不明であるが、参加していたとしても重要な役割を果たしておらず、この時点では既に利用価値を失っていたと見られている。

### 退位
1350年代に入ると、デイヴィッド2世が囚われているにもかかわらず、エドワード・ベイリャルの王権が確立できないことは明らかになった。1356年にエドワード・ベイリャルは退位し、エドワード3世に王位と所領を譲ったが、既に実質的な意味は失われていた。1364年に亡くなるまで年金をもらい、ヨークシャーで隠遁生活を送った。結婚はしておらず、ベイリャル家も断絶した。